# Companhia do Pagode
Companhia do Pagode, abgekürzt Cia. do Pagode (deutsch Gesellschaft des Pagode) ist eine brasilianische Axé-Band.

## Werdegang
Companhia do Pagode wurde in Bahia Anfang der 1990er Jahre gegründet. Zu ihren größten Erfolgen gehören unter anderen die Tanzlieder „Dança do Maxixe“, „Psiu Psiu“ und „Na Boquinha da Garrafa“. Ende der 1990er Jahre löste sich die Gruppe auf und die ehemaligen Musiker verfolgten andere Karrieren. Der Leadsänger und Bandgründer Diumbanda, eigentlich Zacarias Higino de Jesus Filho, arbeitete seit 1982 für die Militärpolizei im Bundesstaat Bahia. Die zum evangelischen Glauben konvertierte Tänzerin Sara Verônica wechselte in die Politik und kandidierte für das Bürgermeisteramt in Salvador da Bahia. Daniela Freitas, 1998 ebenfalls eine ehemalige Tänzerin von Companhia do Pagode wurde nach ihrer Bühnenkarriere Model und TV-Moderatorin. Auch Paula Lacerda modelte nach ihrem Abgang bei Cia. do Pagode. Claudia Leitte, später sehr erfolgreich mit der Band Babado Novo war in ihrer Jugend ebenfalls Tänzerin bei Cia. do Pagode. Als Nachfolger der aufgelösten Cia. do Pagode entstand die Gruppe Cia. de Cara Nova und Ninha do Ghetto.

## Diskografie
- Na Boquinha da Garrafa (1995)
- Dança do Striptease (1996)
- Gold ao Vivo - Companhia do Pagode (1998)
- Nehec, Nehec, Roinc, Roinc (1998)
- Dança do Cangaru (1999)
- Millenium - Companhia do Pagode (1999)
- Psiu-Psiu (1999)